# Bob Balaban
Robert Elmer Balaban (Chicago, 1945. augusztus 16. –) BAFTA-díjas amerikai színész, filmrendező, forgatókönyvíró és producer.
2002-ben a Gosford Park producereként Oscar-díjra jelölték és a film többi készítőjével együtt a kiemelkedő brit filmnek járó BAFTA-díjat is átvehette. Filmrendezései közé tartozik A barátom a halálom (1993), valamint a Bernard és Doris (2006) és a Georgia O’Keeffe (2009) című tévéfilmek – utóbbi két filmjével három Primetime Emmy-jelölést szerzett.
Színészként szerepelt Christopher Guest Guffmanre várva (1996), Nem kutya (2000), Egy húron (2003) és Oscar – vágy (2006) című vígjátékaiban. Wes Anderson öt rendezésében tűnt fel: Holdfény királyság (2012), A Grand Budapest Hotel (2014), Kutyák szigete (2018), A Francia Kiadás (2021) és Asteroid City (2023). 
Játszott még a Harmadik típusú találkozások (1977), a Változó állapotok (1980) és a 2010 – A kapcsolat éve (1984) című sci-fi filmekben, továbbá az Agyament Harry (1997) és a Capote (2005) című filmekben is.

## Fiatalkora és családja
1945. augusztus 16-án született Chicagóban, zsidó családba, Eleanor (leánykori nevén Pottasch) és Elmer Balaban fiaként. Édesapjának több filmszínháza is volt és később a kábeltelevíziózás úttörője lett. Édesanyja Eleanor Barry néven színészkedett. Balaban apai nagyszülei Oroszországból emigráltak Chicagóba.

## Filmográfia

### Film

#### Rendező, író és producer
| Év   | Magyar cím           | Eredeti cím                                             | Feladatkör | Feladatkör | Feladatkör | Megjegyzések                                                  |
| Év   | Magyar cím           | Eredeti cím                                             | Rendező    | Író        | Producer   | Megjegyzések                                                  |
| ---- | -------------------- | ------------------------------------------------------- | ---------- | ---------- | ---------- | ------------------------------------------------------------- |
| 1985 |                      | Stephen King's Golden Tales                             | Nem        | Igen       | Nem        | Do Not Open This Box szegmens                                 |
| 1989 | Hús a húsból         | Parents                                                 | Igen       | Nem        | Nem        |                                                               |
| 1993 | A barátom a halálom  | My Boyfriend's Back                                     | Igen       | Nem        | Nem        |                                                               |
| 1994 |                      | The Last Good Time                                      | Igen       | Igen       | Igen       |                                                               |
| 1997 |                      | The Definite Maybe                                      | Nem        | Nem        | Vezető     |                                                               |
| 1999 |                      | The Wedding Toast                                       | Igen       | Nem        | Igen       | rövidfilm                                                     |
| 2001 | Gosford Park         | Gosford Park                                            | Nem        | Alapötlet  | Igen       |                                                               |
| 2008 |                      | Beautiful Hills of Brooklyn                             | Nem        | Nem        | Igen       | rövidfilm                                                     |
| 2014 |                      | We the Economy: 20 Short Films You Can't Afford to Miss | Igen       | Nem        | Nem        | dokumentumfilm Globalization... Who Cares?... You Do szegmens |
| 2018 | Megbocsátasz valaha? | Can You Ever Forgive Me?                                | Nem        | Nem        | Vezető     |                                                               |

#### Színész
| Év   | Magyar cím                        | Eredeti cím                                   | Szerep                        | Magyar hang       | Rendező               |
| ---- | --------------------------------- | --------------------------------------------- | ----------------------------- | ----------------- | --------------------- |
| 1969 | Éjféli cowboy                     | Midnight Cowboy                               | fiatal diák (New York)        |                   | John Schlesinger      |
| 1969 | Én, Natalie                       | Me, Natalie                                   | Morris                        |                   | Fred Coe              |
| 1970 | Eper és vér                       | The Strawberry Statement                      | Elliot                        | Korcsmáros György | Stuart Hagmann        |
| 1970 | A 22-es csapdája                  | Catch-22                                      | Orr százados                  | Fodor Tamás       | Mike Nichols          |
| 1970 | A 22-es csapdája                  | Catch-22                                      | Orr százados                  | Janovics Sándor   | Mike Nichols          |
| 1971 |                                   | Making It                                     | Wilkie                        |                   | John Erman            |
| 1974 | Bankrablás                        | Bank Shot                                     | Victor Karp                   | Zana József       | Gower Champion        |
| 1974 | Bankrablás                        | Bank Shot                                     | Victor Karp                   | Előd Álmos        | Gower Champion        |
| 1975 | Jelentés a felügyelőnek           | Report to the Commissioner                    | Joey Egan                     |                   | Milton Katselas       |
| 1977 | Harmadik típusú találkozások      | Close Encounters of the Third Kind            | David Laughlin                | Jakab Csaba       | Steven Spielberg      |
| 1977 | Harmadik típusú találkozások      | Close Encounters of the Third Kind            | David Laughlin                | Balázs Zoltán     | Steven Spielberg      |
| 1977 | Harmadik típusú találkozások      | Close Encounters of the Third Kind            | David Laughlin                | Jakab Csaba       |                       |
| 1978 |                                   | Girlfriends                                   | Martin                        |                   | Claudia Weill         |
| 1980 | Változó állapotok                 | Altered States                                | Arthur Rosenberg              | Csankó Zoltán     | Ken Russell           |
| 1981 | A város hercege                   | Prince of the City                            | Santimassino                  | Varga T. József   | Sidney Lumet          |
| 1981 | A város hercege                   | Prince of the City                            | Santimassino                  | Lux Ádám          | Sidney Lumet          |
| 1981 | A szenzáció áldozata              | Absence of Malice                             | Elliott Rosen                 | Usztics Mátyás    | Sydney Pollack        |
| 1981 | Mégis kinek az élete?             | Whose Life Is It Anyway?                      | Carter Hill                   | Usztics Mátyás    | John Badham           |
| 1984 | 2010 – A kapcsolat éve            | 2010: The Year We Make Contact                | Dr. Chandra                   | Orosz István      | Peter Hyams           |
| 1987 | Holtvágányon                      | End of the Line                               | Warren Gerber                 | Háda János        | Jay Russell           |
| 1989 | Nincs irgalom                     | Dead Bang                                     | Elliot Webly                  | Imre István       | John Frankenheimer    |
| 1989 | Nincs irgalom                     | Dead Bang                                     | Elliot Webly                  | Józsa Imre        | John Frankenheimer    |
| 1990 | Alice                             | Alice                                         | Sid Moscowitz                 | Holl Nándor       | Woody Allen           |
| 1990 | Alice                             | Alice                                         | Sid Moscowitz                 | Cseke Péter       | Woody Allen           |
| 1991 | Más, mint a többiek               | Little Man Tate                               | kvízmester                    |                   | Jodie Foster          |
| 1992 | Bob Roberts                       | Bob Roberts                                   | Michael Janes                 | Bácskai János     | Tim Robbins           |
| 1993 | Amos és Andrew bilincsben         | Amos & Andrew                                 | Dr. R.A. 'Roy' Fink           | Schnell Ádám      | E. Max Frye           |
| 1993 | Amos és Andrew bilincsben         | Amos & Andrew                                 | Dr. R.A. 'Roy' Fink           | Epres Attila      | E. Max Frye           |
| 1993 | Szenzációs recepciós              | For Love or Money                             | Ed Drinkwater                 | Mihályi Győző     | Barry Sonnenfeld      |
| 1994 | A pénz boldogít                   | Greedy                                        | Edward "Eddie" Ault           | Kocsis György     | Jonathan Lynn         |
| 1994 | Irány Colorado! 2. – Curly aranya | City Slickers II: The Legend of Curly's Gold  | Dr. Jeffrey Sanborn           | Keresztes Sándor  | Paul Weiland          |
| 1995 | Derült égből El-visz              | Pie in the Sky                                | Paul Entamen                  |                   | Bryan Gordon          |
| 1996 | Guffmanre várva                   | Waiting for Guffman                           | Lloyd Miller                  | Pálfai Péter      | Christopher Guest     |
| 1996 |                                   | Conversation with the Beast                   | Webster                       |                   | Armin Mueller-Stahl   |
| 1997 | Irodai lányok                     | Clockwatchers                                 | Milton Lasky                  | Katona Zoltán     | Jill Sprecher         |
| 1997 | Agyament Harry                    | Deconstructing Harry                          | Richard                       | Háda János        | Woody Allen           |
| 1999 | Broadway 39. utca                 | Cradle Will Rock                              | Harry Hopkins                 |                   | Tim Robbins           |
| 1999 | Hazudós Jakab                     | Jakob the Liar                                | Kowalsky                      | Cs. Németh Lajos  | Peter Kassovitz       |
| 1999 | Hármasban szép az élet            | Three to Tango                                | Decker                        |                   | Damon Santostefano    |
| 2000 | Nem kutya                         | Best in Show                                  | Dr. Theodore W. Millbank, III | Kapácsy Miklós    | Christopher Guest     |
| 2001 | A mexikói                         | The Mexican                                   | Bernie Nayman                 | Harsányi Gábor    | Gore Verbinski        |
| 2001 | Tétova tinédzserek                | Ghost World                                   | Mr. Coleslaw                  | Berzsenyi Zoltán  | Terry Zwigoff         |
| 2001 | Gosford Park                      | Gosford Park                                  | Morris Weissman               | Berzsenyi Zoltán  | Robert Altman         |
| 2001 | Mi lenne, ha?                     | The Majestic                                  | Elvin Clyde                   | Kassai Károly     | Frank Darabont        |
| 2002 | A Szmokinger                      | The Tuxedo                                    | Winton Chalmers               | Katona Zoltán     | Kevin Donovan         |
| 2003 | Egy húron                         | A Mighty Wind                                 | Jonathan Steinbloom           | Józsa Imre        | Christopher Guest     |
| 2004 | Marie és Bruce                    | Marie and Bruce                               | Roger                         |                   | Tom Cairns            |
| 2005 | Capote                            | Capote                                        | William Shawn                 | Verebély Iván     | Bennett Miller        |
| 2005 | Házasság a négyzeten              | Trust the Man                                 | Tobey terapueutája            | Várday Zoltán     | Bart Freundlich       |
| 2006 | Lány a vízben                     | Lady in the Water                             | Harry Farber                  | Sipos Imre        | M. Night Shyamalan    |
| 2006 | Oscar – vágy                      | For Your Consideration                        | Philip Koontz                 |                   | Christopher Guest     |
| 2007 | Nélküled nem megy                 | Dedication                                    | Arthur Planck                 | Várday Zoltán     | Justin Theroux        |
| 2007 | Nászfrász                         | License to Wed                                | ékszerbolti eladó             | Beratin Gábor     | Ken Kwapis            |
| 2007 | Ízlések és pofonok                | No Reservations                               | pszichológus                  | Fodor Tamás       | Scott Hicks           |
| 2009 |                                   | Rage                                          | Mr. White                     |                   | Sally Potter          |
| 2010 | Üvöltés                           | Howl                                          | Clayton Horn bíró             | Barbinek Péter    | Rob Epstein           |
| 2010 | Üvöltés                           | Howl                                          | Clayton Horn bíró             | Barbinek Péter    | Jeffrey Friedman      |
| 2011 | Vékony jég                        | Thin Ice                                      | Leonard Dahl                  | Csuha Lajos       | Jill Sprecher         |
| 2011 | A párizsi mumus                   | A Monster in Paris                            | Pâté felügyelő (angol hangja) |                   | Bibo Bergeron         |
| 2012 | Holdfény királyság                | Moonrise Kingdom                              | Mesélő                        | Gyabronka József  | Wes Anderson          |
| 2012 | Majdnem tökéletes lány            | Girl Most Likely                              | Mr. Duncan                    | Fodor Tamás       | Shari Springer Berman |
| 2012 | Majdnem tökéletes lány            | Girl Most Likely                              | Mr. Duncan                    | Fodor Tamás       | Robert Pulcini        |
| 2013 | Bérgavallér                       | Fading Gigolo                                 | Sol                           | Fazekas István    | John Turturro         |
| 2014 | Műkincsvadászok                   | The Monuments Men                             | Preston Savitz                | Józsa Imre        | George Clooney        |
| 2014 | A Grand Budapest Hotel            | The Grand Budapest Hotel                      | Monsieur Martin               | Imre István       | Wes Anderson          |
| 2015 |                                   | Hitchcock/Truffaut (dokumentumfilm)           | narrátor                      |                   | Kent Jones            |
| 2016 |                                   | Mascots                                       | Sol Lumpkin                   |                   | Christopher Guest     |
| 2016 |                                   | I Am the Pretty Thing That Lives in the House | Mr. Waxcap                    |                   | Oz Perkins            |
| 2018 | Kutyák szigete                    | Isle of Dogs                                  | King (hangja)                 | Fazekas István    | Wes Anderson          |
| 2018 |                                   | An L.A. Minute                                | Shelly                        |                   | Daniel Adams          |
| 2021 | A Francia Kiadás                  | The French Dispatch                           | Nick bácsi                    |                   | Wes Anderson          |
| 2023 | Drukkernénik                      | 80 for Brady                                  | Mark                          | Harsányi Gábor    | Kyle Marvin           |
| 2023 | Asteroid City                     | Asteroid City                                 | Az alapítvány ügyvivője       | Szabó Endre       | Wes Anderson          |

### Televízió

#### Rendező, író és producer
| Év        | Magyar cím       | Eredeti cím                                | Feladatkör | Feladatkör | Feladatkör      | Megjegyzések                          |
| Év        | Magyar cím       | Eredeti cím                                | Rendező    | Író        | Vezető producer | Megjegyzések                          |
| --------- | ---------------- | ------------------------------------------ | ---------- | ---------- | --------------- | ------------------------------------- |
| 1983      |                  | Tales from the Darkside                    | Igen       | Nem        | Igen            | - rendező (1 epizód) - író (1 epizód) |
| 1983      |                  | The Brass Ring                             | Igen       | Nem        | Nem             | tévéfilm                              |
| 1985      |                  | Amazing Stories                            | Igen       | Nem        | Nem             | 1 epizód                              |
| 1987      |                  | Invisible Thread                           | Igen       | Nem        | Nem             | tévéfilm                              |
| 1989      |                  | Monsters                                   | Nem        | Igen       | Nem             | 1 epizód                              |
| 1991–1992 |                  | Eerie, Indiana                             | Igen       | Nem        | Nem             | 3 epizód                              |
| 1995      |                  | Legend                                     | Igen       | Nem        | Nem             | 1 epizód                              |
| 1997      |                  | Subway Stories: Tales from the Underground | Igen       | Nem        | Nem             | tévéfilm (The 5:24-szegmens)          |
| 1998      | Oz               | Oz                                         | Igen       | Nem        | Nem             | 1 epizód                              |
| 1999      |                  | Strangers with Candy                       | Igen       | Nem        | Nem             | 1 epizód                              |
| 2000      | Vissza a jelenbe | Now and Again                              | Igen       | Nem        | Nem             | 1 epizód                              |
| 2000      |                  | Deadline                                   | Igen       | Nem        | Nem             | 1 epizód                              |
| 2001      |                  | Dead Last                                  | Igen       | Nem        | Nem             | 2 epizód                              |
| 2002      |                  | The Burbs                                  | Nem        | Igen       | Igen            | tévéfilm                              |
| 2002–2003 |                  | The Twilight Zone                          | Igen       | Nem        | Nem             | 2 epizód                              |
| 2004      |                  | The First Amendment Project: No Joking     | Nem        | Igen       | Nem             | dokumentumfilm                        |
| 2005      |                  | The Exonerated                             | Igen       | Nem        | Igen            | tévéfilm                              |
| 2008      | Bernard és Doris | Bernard and Doris                          | Igen       | Nem        | Igen            | tévéfilm                              |
| 2008      | Szvingerek       | Swingtown                                  | Igen       | Nem        | Nem             | 1 epizód                              |
| 2009      | Georgia O’Keeffe | Georgia O'Keeffe                           | Igen       | Nem        | Nem             | tévéfilm                              |
| 2011–2012 | Jackie nővér     | Nurse Jackie                               | Igen       | Nem        | Nem             | 4 epizód                              |
| 2013–2014 |                  | Alpha House                                | Igen       | Nem        | Nem             | 3 epizód                              |
| 2016      |                  | Graves                                     | Igen       | Nem        | Nem             | 2 epizód                              |

#### Színész
| Év        | Magyar cím                              | Eredeti cím                        | Szerep                            | Megjegyzések                                                                        |
| --------- | --------------------------------------- | ---------------------------------- | --------------------------------- | ----------------------------------------------------------------------------------- |
| 1965      |                                         | Hank                               | Harvey                            | 1 epizód                                                                            |
| 1969      |                                         | Room 222                           | Grady Garrett                     | 1 epizód                                                                            |
| 1971      |                                         | Love, American Style               | Nick                              | 1 epizód                                                                            |
| 1971      | Egy év házasság                         | Marriage: Year One                 | Bernie                            | - tévéfilm - magyar hangja: - Kern András                                           |
| 1971–1972 |                                         | The Mod Squad                      | Walter / Tony                     | 2 epizód                                                                            |
| 1976      |                                         | Maude                              | Ambrose Riley                     | 1 epizód                                                                            |
| 1985      | Miami Vice                              | Miami Vice                         | Ira Stone                         | - 1 epizód - (Háborús emlék) - magyar hangja: - Sinkovits-Vitay András - Háda János |
| 1986      | Miami Vice                              | Miami Vice                         | Ira Stone                         | - 1 epizód - (Egy riporter halála) - magyar hangja: Háda János                      |
| 1987      |                                         | Amazing Stories                    | Jo-Jo Gillespie                   | 1 epizód                                                                            |
| 1990      | A félelem hálójában                     | The Face of Fear                   | Ira Preduski                      | tévéfilm                                                                            |
| 1992–1993 | Seinfeld                                | Seinfeld                           | Russell Dalrymple                 | 5 epizód                                                                            |
| 1995      |                                         | Legend                             | Harry Parver                      | 2 epizód                                                                            |
| 1996      | Médiaharc                               | The Late Shift                     | Warren Littlefield                | - tévéfilm - magyar hangja: - Kőszegi Ákos                                          |
| 1998      | Jóbarátok                               | Friends                            | Frank Buffay Sr.                  | 1 epizód                                                                            |
| 1999      | Nincs igazság                           | Swing Vote                         | Eli MacCorckle bíró               | - tévéfilm - magyar hangja: - Szűcs Sándor                                          |
| 1999      |                                         | Dr. Katz, Professional Therapist   | önmaga (hangja)                   | 1 epizód                                                                            |
| 2000      | Az elnök emberei                        | The West Wing                      | Ted Marcus                        | 1 epizód                                                                            |
| 2000      | Vissza a jelenbe                        | Now and Again                      | Frederick Lizzard                 | 1 epizód                                                                            |
| 2002      |                                         | The Education of Max Bickford      | Dr. Lowell Sherman                | 1 epizód                                                                            |
| 2006      |                                         | Tom Goes to the Mayor              | Walt Pickle (hangja)              | 1 epizód                                                                            |
| 2007      | Törtetők                                | Entourage                          | doktor                            | 1 epizód                                                                            |
| 2008      | Újraszámlálás                           | Recount                            | Ben Ginsberg                      | - tévéfilm - magyar hangja: - Végvári Tamás                                         |
| 2011      | Web-Terápia                             | Web Therapy                        | Ted Mitchell                      | - 1 epizód - magyar hangja: - Végh Péter                                            |
| 2011–2012 | A férjem védelmében                     | The Good Wife                      | Gordon Higgs                      | 2 epizód                                                                            |
| 2013      | Muhammad Ali a Legfelsőbb Bíróság ellen | Muhammad Ali's Greatest Fight      | ügyvéd                            | - tévéfilm - magyar hangja: - Fazekas István                                        |
| 2013      |                                         | Family Tree                        | Melvin Schmelff / Tumbleweed Tim  | 1 epizód                                                                            |
| 2013–2015 | Csajok                                  | Girls                              | Mr. Rice                          | 3 epizód                                                                            |
| 2014      |                                         | Alpha House                        | Elliot Robeson szenátor           | 2 epizód                                                                            |
| 2015      | Mutassatok egy hőst!                    | Show Me a Hero                     | Leonard Burke Sand bíró           | 4 epizód                                                                            |
| 2015–2016 | John Oliver-show az elmúlt hét híreiről | Last Week Tonight with John Oliver | önmaga / Crazy Walter             | 2 epizód                                                                            |
| 2015–2019 | Broad City                              | Broad City                         | Arthur Wexler                     | 3 epizód                                                                            |
| 2016      | A legnagyobb dobás                      | Pitch                              | Frank Reid                        | 3 epizód                                                                            |
| 2016      |                                         | Graves                             | Burns titkár                      | 1 epizód                                                                            |
| 2017      |                                         | Wormwood                           | Dr. Harold A. Abramson            | 4 epizód                                                                            |
| 2018      | Állatok                                 | Animals                            | önmaga (hangja)                   | 2 epizód                                                                            |
| 2018–2020 | A keselyű három napja                   | Condor                             | Reuel Abbott                      | főszereplő (20 epizód)                                                              |
| 2019      | A politikus                             | The Politician                     | Keaton Hobart                     | főszereplő                                                                          |
| 2021      | A Simpson család                        | The Simpsons                       | narrátor (hangja)                 | 1 epizód                                                                            |
| 2021      | Bűbájtábor                              | Summer Camp Island                 | Gerald (hangja)                   | 1 epizód                                                                            |
| 2021      | A tanszékvezető                         | The Chair                          | Elliot Rentz                      | - 6 epizód - magyar hangja: - Csuha Lajos                                           |
| 2021      |                                         | The Harper House                   | Buck Mastiff / Frederick (hangja) | 1 epizód                                                                            |
| 2022      | Űrhadosztály                            | Space Force                        | Ron (hangja)                      | 1 epizód                                                                            |

## Fordítás
- Ez a szócikk részben vagy egészben  a   Bob Balaban című angol Wikipédia-szócikk ezen változatának fordításán alapul.  Az eredeti cikk szerkesztőit annak laptörténete sorolja fel. Ez a jelzés csupán a megfogalmazás eredetét és a szerzői jogokat jelzi, nem szolgál a cikkben szereplő információk forrásmegjelöléseként.